# Lindesbergs pedagogi
Lindesberg pedagogi var en skola, pedagogi, i Lindesberg som verkade från omkring 1850 till 1 juli 1893.
Skolan hade sitt ursprung i den pedagogi som inrättades i Lindesberg 1644. Undervisningen där var på tämligen elementär nivå, och redan 1817 hade man vid riksdagen utrett frågan om att inrätta en lägre lärdomsskola i Lindesberg. En folkskola inrättades på 1830-talet och senare kom även flera, varför den gamla pedagogin i första hand fick svara för en lite högre undervisningen, varvid planerna att omforma den till en formell lärdomsskola åter aktualiserades, vilket skedde omkring 1850 och denna flyttade in i ett nytt skolhus uppfört 1859 vid Kungsgatan tillsammans med folkskolan.
År 1862 omtalas skolan som ett elementarläroverk. År 1877 är skolan en enklassig pedagogi bildad senast 1856och 1888 en pedagogi med 21 elever .
Pedagogin som inte blev lägre allmänt läroverk 1878 lades ner 1 juli 1893 då den ombildades till  Lindesbergs elementarskola för gossar och flickor, vilket även innebar att pedagogin slogs samman med den 1871 grundade Pieperska flickskolan, som 1887 omändrats till elementarskola för flickor. Denna ombildade skola ombildades senare till Lindesbergs samrealskola och kommunala gymnasium.